# Auta: Burákův národní šampionát
Auta: Burákův národní šampionát je závodní videohra s otevřeným světem. Po videohře Auta se jedná o druhou hru vytvořenou na základě filmu Auta (2006).

## O hře
Hra je k dispozici na Xbox 360, Microsoft Windows, Nintendo DS, PlayStation 2, PlayStation 3, Game Boy Advance a Wii. Český dabing není oproti filmu a první videohře stejný, většina postav je dabována jinými dabéry.

### Příběh a obsah hry
Hra pokračuje v příběhu Bleska McQueena a jeho pobývání v Kardanové Lhotě. Burák pořádá závodní šampionát, kterého se účastní i zahraniční závodníci. Do hry tak přibývá několik nových postav: Ema, Otto, Gudmund, Koji a Giovanni. Nejen ti jsou ale novinkou, oproti první videohře lze v této hrát i za Luigiho, Fillmora a Seržu (v první bylo možné hrát pouze za Luigiho, a to jen v jedné z miniher). Z celé videohry naopak úplně zmizela jedna z hlavních postav – Sally, a to i přesto, že se její postava objevuje i v následujících filmových pokračováních.
Hra se stejně jako první videohra skládá ze tří oblastí – Kardanové Lhoty, Tlumičového údolí a Spoilerového průsmyku. Velká část míst v těchto třech oblastech je ale upravena – v každé oblasti bylo několik míst v režimu volné jízdy úplně uzavřeno. Tlumičové údolí bylo rozšířeno o letiště, v Kardanové Lhotě byl změněn park a Spoilerový průsmyk ztratil díky uzavření většiny cest příjezdovou cestu. Byl ale také rozšířen o několik nových míst, ta ovšem nejsou v režimu volné jízdy dostupná.
Videohra obsahuje i nové minihry – mezi ně patří Fillmorovo Benzínové šílenství, Štafetový závod, Stíhací jízda či Ramonovo rytmické šílenství.
Hráč ve hře sbírá nejen body, ale i kola, která si může nechat vyměnit u Luigiho, a samolepky za splnění úkolů.